# 汪平雲
汪平雲（1967年11月1日—2007年2月12日），出生於台灣台北，律師。外省人台灣獨立促進會會員，曾任蒙藏委員會簡任秘書、參事、委員，並擔任台灣智庫諮詢委員、21世紀憲改聯盟顧問及國際通商法律事務所律師。

## 生平
汪平雲讀國立台灣大學期間，曾任「大學新聞社」總編輯，並曾參選台大學生會會長，為野百合學運領袖之一，曾任野百合學運第二屆七人決策小組成員，並參與同時期諸多爭取民主改革之社會運動。

汪學術專長為公法領域，學生時代開始即協助民主進步黨撰寫法律相關論述，並多次主筆撰寫各項立法、修法及釋憲聲請書，包括「檢察官羈押權違憲」案、「副總統兼任行政院院長違憲」案、「全民健保地方政府補助保費違憲」案（以行政院立場發表反對意見）、《公民投票法》立法、「319事件真調會違憲」案、《戶籍法》「強制按捺指紋違憲」案、「《國家通訊傳播委員會組織法》違憲」案、「國務機要費案總統豁免權」釋憲聲請書等，被視為民進黨最重要的法律幕僚之一。但因其外省子弟身分，顧及家族親友感受，汪行事極為低調，社會大眾對其極少瞭解。
2002年因其業師許志雄接任蒙藏委員會委員長，隨許進入蒙藏委員會，曾任秘書、參事、委員。

## 去世
2007年2月12日，汪平雲向其妻王春芳表示心情不佳，獨自出外散心，但徹夜未歸。2007年2月15日，被人發現溺斃於木柵路四段萬壽橋下，未發現遺書。王表示，汪因壓力大，長期失眠。警方判斷疑因憂鬱症厭世。
2007年3月14日，汪平雲公祭於臺北市第二殯儀館景仰廳舉行，宣讀汪平雲褒揚令與民主進步黨褒揚狀。

## 逸聞
汪平雲1986年考入台大數學系，第二年重考進入歷史系，兩年後降轉至哲學系，最後休學入伍服役，退伍後又重新考入法律系，同其他優秀學長類似，汪畢業前即通過律師、司法官等各種考試，並以第一名考入台大法研所獲得碩士學位。
汪平雲就讀建國中學高二時，獲邀參加英語研習社年度英語話劇公演，擔綱演出莎士比亞名劇《羅密歐與茱莉葉》，扮演男主角羅密歐。
汪平雲與胞弟汪青雲同樣參加野百合學運，汪青雲比汪平雲早逝。

## 外部連結
- 【追念汪平雲】部落格 （页面存档备份，存于）
- 汪平雲年表 （页面存档备份，存于）
- 總統府褒揚令—汪平雲 （页面存档备份，存于）
- 汪平雲:失去的不只是二枚指紋